# Nuna Młodziejowska-Szczurkiewiczowa
Nuna Młodziejowska-Szczurkiewiczowa, właśc. Maria Antonina Szczurkiewicz z Młodziejowskich (ur. 30 października?/11 listopada 1884 w Żytomierzu, zm. 23 stycznia 1958 w Poznaniu) – polska aktorka teatralna, reżyserka i dyrektor artystyczna teatrów; pedagog, dziekan Wydziału Dramatycznego Państwowego Konserwatorium Muzycznego w Poznaniu (1920−1925).

## Życiorys
Urodziła się w rodzinie ziemianina Leona Młodziejowskiego i Walentyny z Niedzielskich. Naukę zdobywała w Krakowie na Wyższych Kursach dla Kobiet im. A. Baranieckiego, a następnie na kompletach gry aktorskiej u Wandy Siemaszkowej. Następnie przeniosła się do Warszawy i wstąpiła do Klasy Dramatycznej zorganizowanej przez Warszawskie Towarzystwo Muzyczne. Swoją wiedzę rozszerzyła pobierając indywidualne lekcje u Marii Przybyłko-Potockiej. 
Zadebiutowała 29 listopada 1902 na deskach Teatru Polskiego w Poznaniu rolą Anny w Warszawiance Stanisława Wyspiańskiego. Słownik biograficzny teatru polskiego pod redakcją Zbigniewa Raszewskiego wskazuje jednak, iż jej debiutem była rola Anieli w Ślubach panieńskich Aleksandra Fredry (1 października 1903, Teatru Miejskiego w Krakowie). W pierwszych latach na scenie występowała jako Nuna Olchowska.
Po pierwszym sezonie udała się w podróż po Europie odwiedzając Niemcy, Szwajcarię i Francję. Powróciła do kraju i w sezonie 1904/1905 występowała na scenach w Poznaniu. Kolejny sezon spędziła z wędrownym teatrem Wandy Siemaszkowej. Gdy 17 października 1906 otworzono po przerwie trwającej od 1864 teatr w Wilnie Nuna Młodziejowska otrzymała w nim stanowisko dyrektora, które piastowała przez cztery sezony. W międzyczasie 25 lipca 1908 poślubiła aktora Bolesława Szczurkiewicza. 20 lutego 1910 zakończyła pracę z teatrem w Wilnie i powróciła do Krakowa, gdzie grała przez dwa sezony w Teatrze im. Juliusza Słowackiego (dawnym Teatrze Miejskim). 
Od 1912 przez dwa sezony wspólnie z mężem kierowali Teatrem Polskim w Poznaniu. W 1915 Bolesław Szczurkiewicz otrzymał stanowisko dyrektora Teatru Polskiego w Moskwie, a Nuna Młodziejowska-Szczurkiewiczowa grała na tamtejszej scenie. Po roku oboje przenieśli się do Teatru Studya w Kijowie, gdzie przez dwa sezony on był dyrektorem, a ona grała na scenie. 
Po odzyskaniu przez Polskę niepodległości powrócili do Poznania, gdzie Nuna Młodziejowska-Szczurkiewicz grała i reżyserowała przedstawienia w kierowanym przez męża Teatrze Polskim. W latach 1920−1925 prowadziła Wydział Dramatyczny Państwowego Konserwatorium Muzycznego w Poznaniu, a od 1927 Szkołę Dramatyczną. W 1933 w Zakopanem zmarł Bolesław Szczurkiewicz, a Nuna pozostała bez stałego angażu. Występowała gościnnie na scenach poznańskich teatrów, ale równocześnie reżyserowała przedstawienia w Wilnie i Toruniu. 
W 1939 zamieszkała w Warszawie i dopiero w 1945 powróciła do Poznania, do Teatru Polskiego. Grała tam i prowadziła zajęcia w Studiu Dramatycznym. W 1947 przez kilka miesięcy miała angaż kierownika artystycznego w gnieźnieńskim Teatrze Miejskim, ale sezon 1947/1948 spędziła w Teatrze Małym w Szczecinie. Kolejny sezon spędziła ponownie w Teatrze Polskim w Poznaniu, a od 1949 w połączonych teatrach Polskim i Nowym. 
7 marca 1954 na deskach Teatru Polskiego Nuna Młodziejowska-Szczurkiewiczowa świętowała jubileusz pięćdziesięciolecia pracy artystycznej. Jej stan zdrowia już wówczas był bardzo zły, zmarła w Poznaniu 23 stycznia 1958 w wieku 73 lat. Spoczywa na cmentarzu Zasłużonych Wielkopolan (kwatera 4-81).

## Ordery i odznaczenia
- Krzyż Oficerski Orderu Odrodzenia Polski (11 listopada 1937)[9]
- Złoty Krzyż Zasługi (dwukrotnie: 9 listopada 1932[10], 16 lutego 1951[11])
- Srebrny Wawrzyn Akademicki (5 listopada 1935)[12]